# Yehuda Teichtal

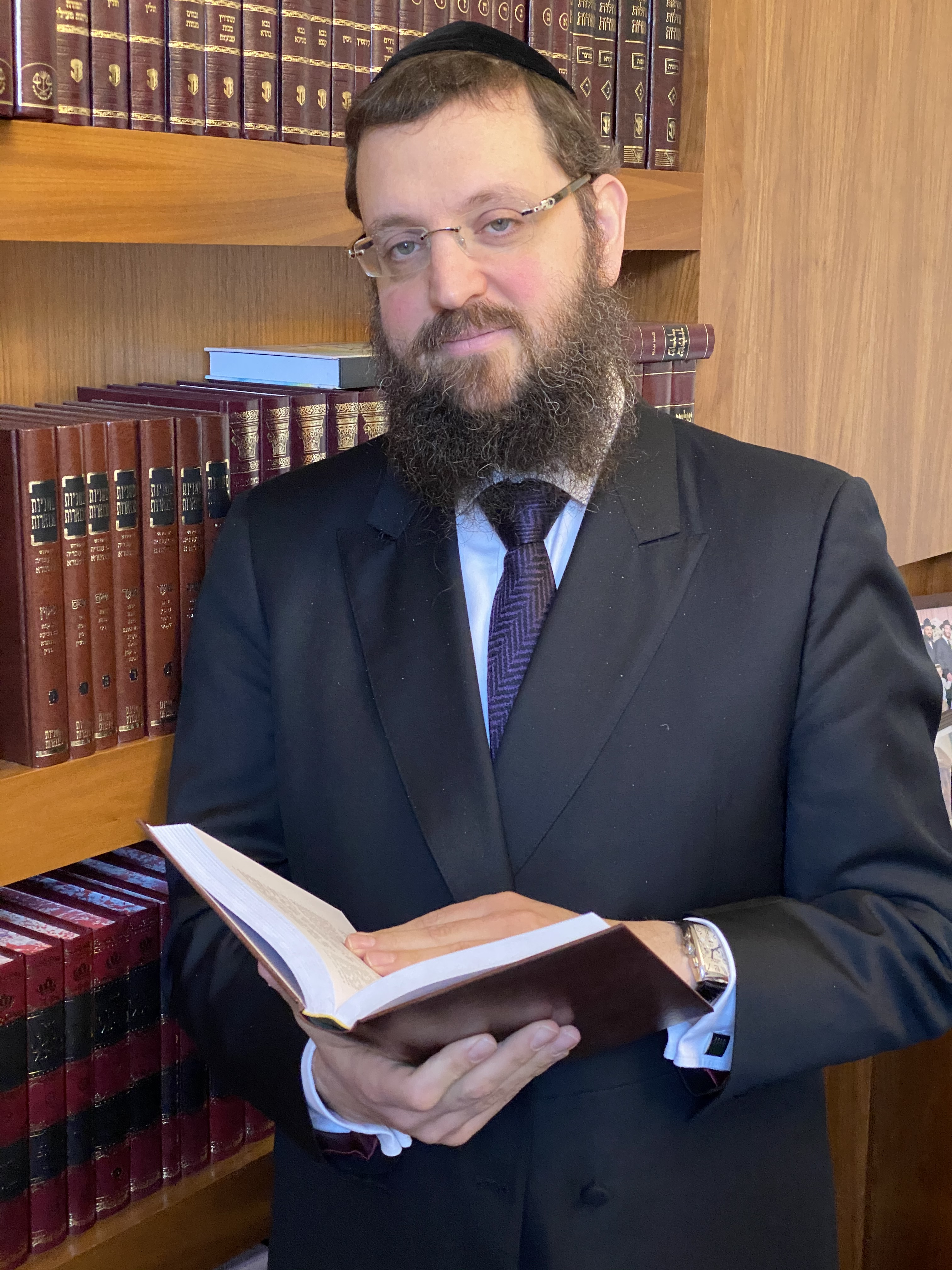
Yehuda Teichtal

Yehuda Teichtal (* 1972 in Brooklyn, New York City, Vereinigte Staaten) ist ein US-amerikanischer orthodoxer Rabbiner der Bewegung Chabad-Lubawitsch. Er gründete 2007 die Jüdischen Gemeinde Chabad-Berlin und ist Vorsitzender des Chabad-Bildungszentrums.

## Leben
Yehuda Teichtal wuchs als zweites Kind der chassidischen Rabbinerfamilie Teichtal in New York City auf. Sein Urgroßvater, Rabbi Issachar Shlomo Teichtal (1885–1945), entstammte einer alten jüdischen Familie aus Europa. Nachdem 63 Familienmitglieder im Holocaust ermordet worden waren, emigrierte die Familie in die USA.
Yehuda Teichtal besuchte die Jeschiwa in Brooklyn, schloss 1989 die High School ab und studierte anschließend am Rabbinical College in Morristown, New Jersey. Nach seinem Abschluss im Jahr 1992 ging er nach Australien, wo er in Melbourne an einer Jungenschule hospitierte.
1995 wurde Yehuda Teichtal im Alter von 23 Jahren an der Central-Lubawitsch-Jeschiwa in New York von Oberrichter Rabbiner Salman Goldberg zum Rabbiner ordiniert. Rabbiner Menachem Mendel Schneerson schlug ihm vor, nach Deutschland zu gehen, um als Emissär beim (Wieder-)Aufbau des jüdischen Lebens zu unterstützen.

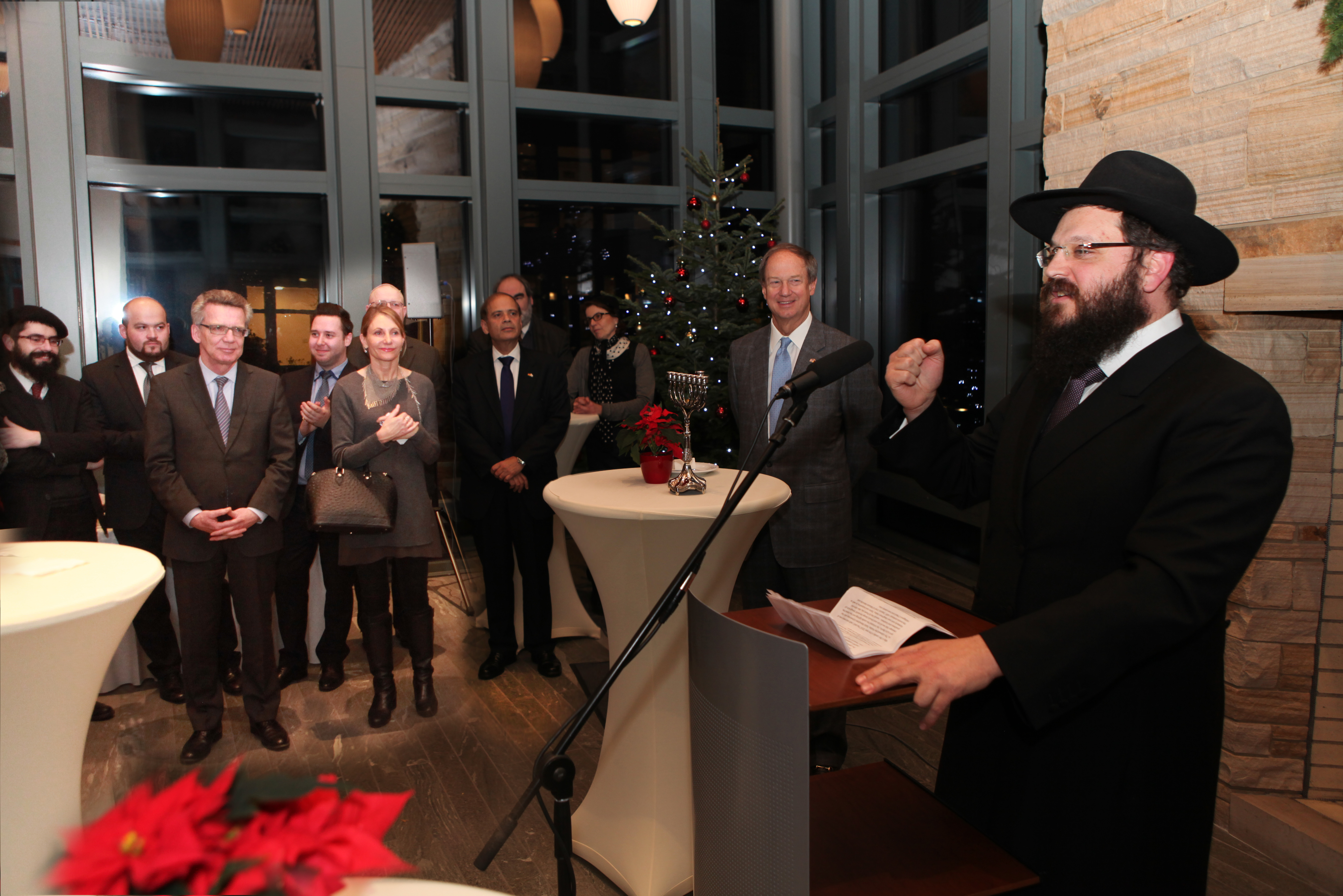
»Unsere Antwort auf Dunkelheit ist Licht,« so das Credo von Yehuda Teichtal. Hier im Jahr 2014 bei einer Rede in der US-Botschaft in Berlin, im Beisein von Thomas de Maizière.

1996 heiratete Yehuda Teichtal Leah Gurary, die Tochter des Oberrabbiners Yochanan Gurary von Holon in Israel. Gemeinsam zogen sie noch im selben Jahr nach Berlin. Dort eröffnete er 2007 das Jüdische Bildungszentrum in Wilmersdorf mit Synagoge, koscherem Restaurant und Bildungsangeboten. 2023 eröffnete er den Pears Jewish Campus. Namensgebend war das umstrittene Unternehmen William Pears Group.
Leah und Yehuda Teichtal haben zwei Söhne und vier Töchter und leiten gemeinsam alle Aktivitäten der Chabad-Gemeinde Berlin und ihrer Einrichtungen.

## Kritik
Im März 2013 ließ Yehuda Teichtal seinen Sohn in einer religiösen Zeremonie beschneiden. Die Beschneidung wurde von dem israelischen Mohel Menachem Fleischman durchgeführt und beinhaltete die umstrittene Praxis der Metzitzah B’peh, bei der das Blut mit dem Mund abgesaugt wird. Der Mathematiker Christian Bahls, Vorsitzender des Vereins MOGiS (MissbrauchsOpfer gegen InternetSperren), erstattete daraufhin Strafanzeige wegen Körperverletzung gegen Fleischman, Teichtal und dessen Schwiegervater Yochanan Gurary.
Teichtal wies die Anschuldigungen zurück. Er habe einen erfahrenen, international anerkannten Mohel aus Israel hinzugezogen und ihn angewiesen, die Beschneidung nach medizinischen Standards und deutschem Recht durchzuführen. Dies sei ihm bestätigt worden. Außerdem seien Ärzte anwesend gewesen.
Die Staatsanwaltschaft Berlin hatte ein Ermittlungsverfahren eingeleitet, dieses aber vorläufig eingestellt, da Teichtal und Gurary kein strafbares Verhalten nachgewiesen werden konnte. Gegen Fleischman besteht weiterhin ein Tatverdacht, das Verfahren wird jedoch nicht weiter verfolgt, solange er sich nicht in Deutschland aufhält. Der Zentralrat der Juden in Deutschland distanzierte sich von der Praxis der Metzitzah B’peh und betonte, dass sie nicht unter die von ihm verteidigte Religionsfreiheit falle.

## Antisemitischer Angriff
Ende Juli 2019 soll Rabbiner Teichtal Opfer eines antisemitischen Angriffs geworden sein – auf dem Heimweg nach dem Gottesdienst sei er in der Nähe einer Synagoge im Bezirk Wilmersdorf von zwei Männern auf Arabisch beschimpft und bespuckt worden.
Verschiedene Politiker solidarisierten sich mit Teichtal. Bundespräsident Frank-Walter Steinmeier besuchte Rabbiner Teichtal zu Hause, um ihm seine Solidarität und seine Unterstützung auszusprechen. An einem von Chabad organisierten Solidaritätsgebet nahmen Berliner Persönlichkeiten des öffentlichen Lebens und Politiker teil.
Das Ermittlungsverfahren zu diesem Angriff wurde eingestellt, da den Tatverdächtigen trotz Handyauswertungen und Zeugenvernehmungen die Tat nicht nachgewiesen werden konnte.

## Werke
- mit Claus Bernet, Wolfgang Schmidt, Kadir Sanci: Perlen des Neuen Jerusalem. Books on Demand GmbH, Norderstedt 2019, ISBN 978-3-7481-1728-5.
- mit Kadir Sanci: Bilder des Neuen Jerusalem. BoD – Books on Demand, Norderstedt 2021, ISBN 978-3-7534-0625-1.